# Хотин
Хотин, заст. Хоћим (укр. и рус. Хотин, рум. Hotin, пољ. Chocim) мали је историјски град у западној Украјини, у Черновачкој области. Године 2007. имао је око 10.500 становника. Налази се на десној обали реке Дњестар, 69 километара североисточно од Черниваца у северној Бесарабији.

## Историја
Током 10. века Хотин је био град у Кијевској Русији, затим у кнежевини Галиција-Волинија, а од 1373. у кнежевини Молдавија. У 16. веку, град је кратко био део Пољске.
У Хотинској бици 1621, удружена пољско-козачка војска је поразила турску армију. Исти противници су се поново сукобили под Хотином 11. октобра 1673. Тада је Јан Собјески предводио победничку војску Пољака, Козака и Молдаваца.
Османско царство је успело да заузме Хотин и околину 1711. У Хотину је рођен турски велики везир Мустафа Барјактар (Алемдар Мустафа-паша).
Од 1739. до 1812. године град су више пута наизменично заузимали Руси и Турци. Хотин је коначно припао Русији одредбама Букурешког мировног уговора 1812. године.
Град је после Првог светског рата прикључен Румунији, против чега је становништво подигло устанак 1919. године. Хотин је 28. јула 1940. године прешао под совјетску контролу, а од краја Другог светског рата административно припада совјетској Украјини.
Историјски, Хотин је био значајан центар јеврејске културе. У њему су стварали многи књижевници и песници.
Данас у месту живи 72% Украјинаца, 16% Руса, 8% Јевреја и 4% Румуна.

## Срби у Хотину
У Хотину, тада руском граду на десној обали реке Дњестра, у губернији Бесарабији су се налазили избегли Срби након пропасти Првог српског устанка. Дошли су предвођени вождом Карађорђем, по наредби аустријске војне власти - стражарно спроведени, 26. октобра 1814. године. Био је то импозантан број угледних личности које ће издржавати руска царска милост. Тако су се ту стекли Младен Миловановић председник Совјета, Чолак-Анта Симоновић војвода крушевачки, Цинцар-Јанко Поповић војвода пожаревачки, Илија Чарапић војвода грочански, кнез Иван Рашковић, Јаков Ненадовић члан Совјета и командант ваљевски и његов син Јефрем војвода тамнавски и други. Ту се нашао и Вујица Вулићевић смедеревски војвода (Карађорђев кум - и потоњи убица!), са својим писаром Антом Протићем. Био је ту и Поп Лука Лазаревић војвода шабачки чији се барјактар Тоша Бојанић, оженио је у Хотину удовицом Саром (рођ. Карађорђевић). Сам Карађорђе добио је за стан тамошњи бивши пашин двор и годишњу потпору од 1000 дуката. Одатле писма пише вожд Карађорђе својим разасутим саборцима 1815. године.
Све до 1842. године (преко две деценије, од 1821) у Хотину је живела чувена "Чучук Стана", удовица Хајдук Вељка Петровића. Одатле је идући преко Букурешта и Цариграда, стигла у Атину. Позајмила је наводно у Хотину, чак 30.000 дуката (који су преостали од мужа Вељка) грчкој револуционарној организацији "Хетерији", па је ишла да јој Грци (влада) врате дуг. Али није дочекала поравнање.
Славни руски песник официр Александар Пушкин се у Хотину (где је службовао) у то време сусретао са избеглим Србима, који су оставили одређени утицај на њега. Остало је више мањих књижевних радова инспирисаних Србима и њиховом судбином.
Карађорђе се током пролећа 1816. године бавио у Петрограду, покушавајући да од руског цара добије подршку за организован повратак у домовину. Под његовим надзором се затим, тог лета припремала и вежбала добровољачка војска, састављена од Срба, Грка и Бугара, да којом су радили руски официри. Септембра 1816. године Карађорђе са још неким Србима затражио је од власти дозволу и пасош да се врате у Србију. Повратак је био одложен за 1817. године. Већ јуна 1817. Карађорђе је са неколико пратилаца "Хетериста", тајно прешао у Јаши, у Молдавију.
Карађорђев син Александар је учио основну школу у Хотину и ту је и даље наставио да живи, после одласка оца. Године 1830. Алекса Карађорђевић се ту и оженио са Персидом, унуком војводе Јакова Ненадовића. У Србију су се вратили тек 1839. године.

### Историја Хотина као инспирација уметника
- Иван Гундулић: „Осман“, еп у стиховима посвећен Бици код Хотина 1621, настао недуго после битке
- Михаил Васиљевич Ломоносов: „Ода посвећена заузимању Хотина“ из 1739. (
- Меша Селимовић: „Тврђава“

## Партнерски градови
- Курон